# Oskar Schlömilch
Oskar Xaver Schlömilch (també escrit Oscar) (1823-1901) va ser un matemàtic alemany, catedràtic de la Universitat Tècnica de Dresden.

## Vida i Obra
Va estudiar física i matemàtiques a les universitats de Jena, Berlín i Viena. Es va doctorar el 1844 a la universitat de Jena, en la que va ser professor entre 1847 i 1849. El 1849 va ser nomenat professor titular de la Universitat Tècnica de Dresden, càrrec que va mantenir fins al 1874 en què va passar a ocupar un càrrec al Ministeri d'Ensenyament del regne de Saxònia.
Schlömilch, juntament amb Grünert, va traduir a l'alemany els llibres de text de Cauchy, i també va escriure els seus propis llibres de text d'anàlisi matemàtica que van ser molt apreciats.
Va ser el fundador i primer editor de la revista Zeitschrift für Mathematik und Physik.